# 斯特拉希尼亚·帕夫洛维奇
斯特拉希尼亚·帕夫洛维奇（2001年5月24日—），塞尔维亚足球运动员，司职中后卫，现效力于意甲俱乐部AC米兰和塞爾維亞國家足球隊。

## 俱乐部生涯

### 游击队
帕夫洛维奇在沙巴茨出生，曾效力于沙巴茨俱乐部野兔队（Savacium），2015年夏季加入游擊隊青训系统。2018年9月，帕夫洛维奇与游击队签署正式合同，为期三年。2018至19赛季下半程到来前，帕夫洛维奇获球队教练佐兰·米尔科维奇提拔到一线队，让他准备参加冬季集训。
2019年2月23日，帕夫洛维奇在客场对阵諾維薩德勞動者，献上个人在一线队的首秀。期间他打满90分钟，收获一张黄牌，球队最终3比0战胜对手。一个星期后，也就是3月2日，17岁的帕夫洛维奇参加塞尔维亚的永恒德比，对阵老对手贝尔格莱德红星。和前一场比赛一样，帕夫洛维奇在这场比赛中也获得一张黄牌。其后他成为球队首发阵容的常客，共出场15场，其中帮助游击队夺得2018至19年的塞尔维亚杯。
2019至20赛季伊始，帕夫洛维奇确认入选球队首发阵容，与老将博扬·奥斯托伊奇在中场进行防守配合。据称帕夫洛维奇在夏季转会窗口关闭前与意大利俱乐部拉素谈判，结果没有成功，他最终和游击队续签五年。2019年10月6日，帕夫洛维奇在对阵沃日多瓦茨的主场比赛中攻入职业生涯首枚进球，然而球队最终以2比1输给对手。

### 摩纳哥
2019年12月18日，游击队与摩納哥确认了在即将到来的冬季转会窗口帕夫洛维奇的条件。帕夫洛维奇会以外借球员身份留在游击队，直至2020年6月。
2020年12月20日，帕夫洛维奇献上个人在摩纳哥首秀。他在比赛临近结束时被换上场，最终球队1比0客场战胜迪安。2021年1月21日，帕夫洛维奇被外借到布魯日舒高至比赛结束；由于被主教练尼科·科瓦奇列为中后卫的第五人选，他给摩纳哥上场的时间很少。
打满2021至22赛季上半程11场比赛后，帕夫洛维奇于2022年2月16日被外借到瑞士俱乐部巴塞爾，直至赛季结束；他帕加入巴塞尔的首发阵容。2022年2月19日，在圣雅各布公园球场客场对阵洛桑体育的比赛中，他献上个人在巴塞尔的首秀，帮助球队3比0取胜。在这段短暂的外借经历中，帕夫洛维奇共出场11次，10场为瑞士超比赛，1场为友谊赛，均未进球。

## 国家队生涯
帕夫洛维奇入选塞尔维亚U-17队和U-19队。2019年9月6日，2021年欧洲足联U-21锦标赛资格赛小组赛，帕夫洛维奇献上个人在塞尔维亚U-21队的首秀，在客场1比0战胜俄罗斯。
2020年9月3日，帕夫洛维奇首次代表国家队出战，参加2020–21年歐洲國家聯賽，在客场对阵俄羅斯。
2022年11月28日，塞尔维亚与喀麦隆进行世界杯G组比赛。上半场补时阶段，塞爾吉·米林科維奇-薩維奇开出角球，帕夫洛维奇头槌接应破门，帮助球队扳平比分。比赛最终以3比3和局收场。

## 统计数据

### 俱乐部
最後更新：2022年11月29日
| 俱乐部             | 赛季         | 联赛                 | 联赛 | 联赛 | 国家杯 | 国家杯 | 欧洲杯 | 欧洲杯 | 其他 | 其他 | 总计 | 总计 |
| 俱乐部             | 赛季         | 组别                 | 出场 | 进球 | 出场   | 进球   | 出场   | 进球   | 出场 | 进球 | 出场 | 进球 |
| ------------------ | ------------ | -------------------- | ---- | ---- | ------ | ------ | ------ | ------ | ---- | ---- | ---- | ---- |
| 游擊隊             | 2018–19      | 塞尔维亚足球超级联赛 | 11   | 0    | 4      | 0      | 0      | 0      | —    | —    | 15   | 0    |
| 游擊隊             | 2019–20      | 塞尔维亚足球超级联赛 | 26   | 1    | 4      | 1      | 12     | 0      | —    | —    | 42   | 2    |
| 游擊隊             | 总计         | 总计                 | 37   | 1    | 8      | 1      | 12     | 0      | —    | —    | 57   | 2    |
| 摩納哥             | 2020–21      | 法国足球甲级联赛     | 1    | 0    | 0      | 0      | 0      | 0      | —    | —    | 1    | 0    |
| 摩納哥             | 2021–22      | 法国足球甲级联赛     | 7    | 0    | 1      | 0      | 3      | 0      | —    | —    | 11   | 0    |
| 摩納哥             | 总计         | 总计                 | 8    | 0    | 1      | 0      | 3      | 0      | —    | —    | 12   | 0    |
| 布魯日舒高（外借） | 2020–21      | 比利時甲組聯賽A      | 11   | 1    | 1      | 0      | —      | —      | —    | —    | 12   | 1    |
| 巴塞爾（外借）     | 2021–22      | 瑞士足球超级联赛     | 10   | 0    | 0      | 0      | —      | —      | —    | —    | 10   | 0    |
| 薩爾斯堡紅牛       | 2022–23      | 奥地利足球超级联赛   | 11   | 1    | 1      | 0      | 6      | 0      | —    | —    | 18   | 1    |
| 职业生涯总计       | 职业生涯总计 | 职业生涯总计         | 77   | 3    | 11     | 1      | 21     | 0      | 0    | 0    | 109  | 4    |

### 国际比赛
最後更新：2022年11月28日
| 国家队   | 年份 | 出场次数 | 进球数 |
| -------- | ---- | -------- | ------ |
| 塞爾維亞 | 2020 | 4        | 0      |
| 塞爾維亞 | 2021 | 11       | 1      |
| 塞爾維亞 | 2022 | 9        | 1      |
| 总计     | 总计 | 24       | 2      |

| # | 日期           | 场馆                                     | 出场次数 | 对手   | 进球比分 | 最终比分 | 比赛                 |
| - | -------------- | ---------------------------------------- | -------- | ------ | -------- | -------- | -------------------- |
| 1 | 2021年6月7日   | 日本三木市兵库县立三木防灾公园陆上竞技场 | 8        | 牙买加 | 1–1      | 1–1      | 熱身賽               |
| 2 | 2022年11月28日 | 沃克拉南部体育场                         | 24       | 喀麦隆 | 1–1      | 3–3      | 2022年國際足協世界盃 |

## 荣誉
游击队
- 塞尔维亚杯：2018–19